# Gransee
Gransee település Németországban, azon belül Brandenburgban. Lakosainak száma 6022 fő (2023. december 31.).

## Népesség
A település népességének változása:
| Lakosok száma | 5896 | 5871 | 5877 | 6046 | 6022 |
|               | 2017 | 2019 | 2021 | 2022 | 2023 |